# Spies Like Us
Spies Like Us (br: Os Espiões que Entraram numa Fria / pt: Espiões como Nós) é um filme de comédia e espionagem lançado no ano de 1985, dirigido por John Landis, tendo Dan Aykroyd como roteirista, estrelado por Chevy Chase, Dan Aykroyd, Steve Forrest e Donna Dixon. 

## Sinopse
Dois incompetentes agentes secretos (Chevy Chase e Dan Aykroyd) são enviados pela CIA para o Afeganistão e a Rússia como iscas vivas, enquanto agentes secretos de verdade são designados para realizarem a missão de impedir um confronto de proporções mundiais.

## Canção-título
A canção-título, "Spies Like Us", foi composta e interpretada por Paul McCartney. Alcançou o 7.º lugar na parada de singles nos Estados Unidos em 1985.  Também alcançou o 13.º lugar no Reino Unido. 